# فأر جيبي أصفر الأذان
فأر جيبي أصفر الأذان (الاسم العلمي: Perognathus xanthanotus) هو نوع من الحيوانات يتبع جنس فأر جيبي حريري من فصيلة الغوفرية.